# Jawa 50 Typ 555

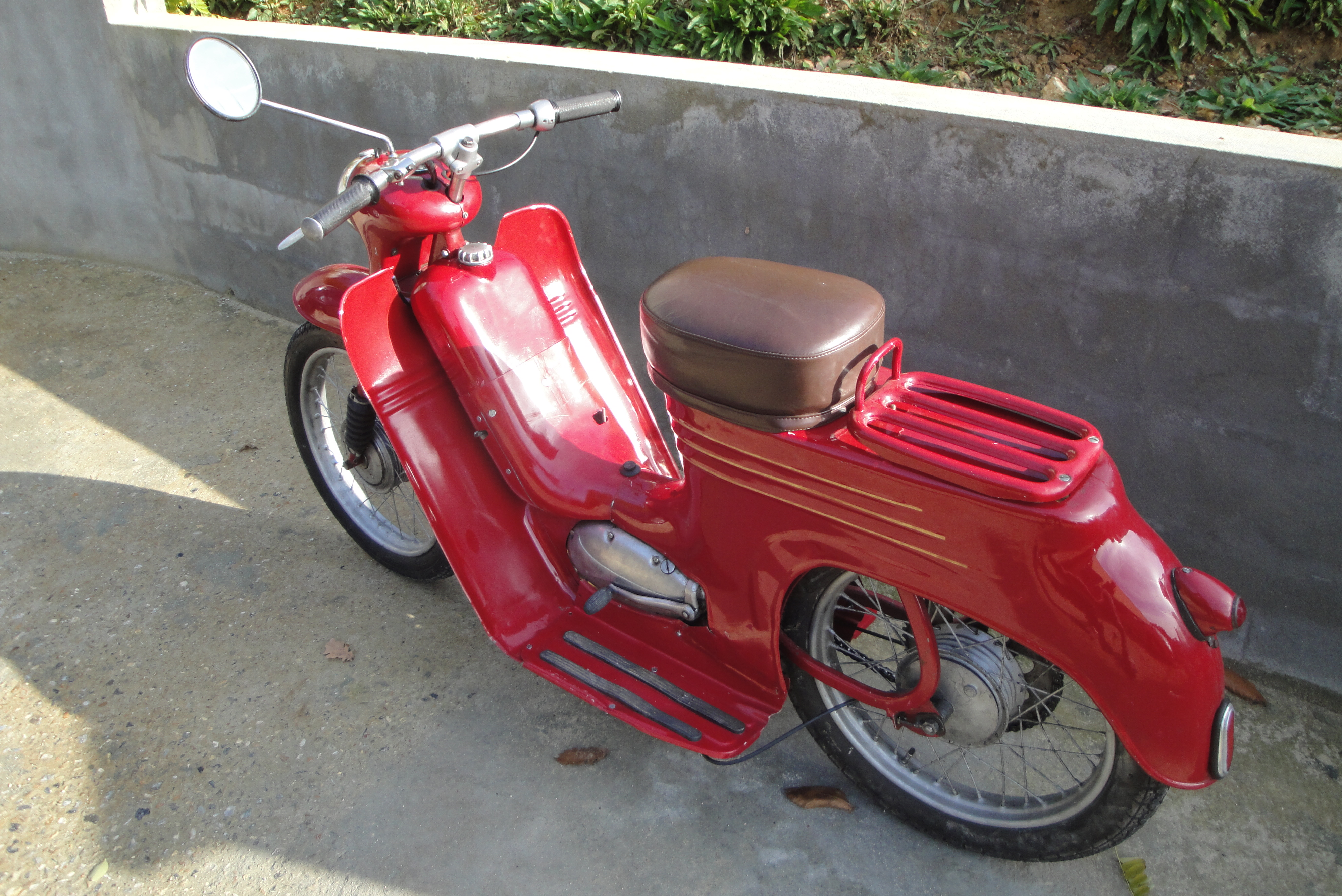
Es waren auch Ausführungen mit Knieblech und Trittbrett erhältlich

Die Jawa 50 Typ 555 war ein Modell der Pionýr-Baureihe, die in Bystrica von Jawa produziert wurde. Sie war ein verkleidetes Kleinkraftrad mit Zweitakt-Einzylindermotor. Teilweise wurde sie mit Knieblech und Trittbrettern geliefert. Der erste Pionýr-Typ 550 wurde ab 1955 produziert und 1958 durch den Typ 555 abgelöst, der bis 1963 in einer Stückzahl von 327.323 produziert wurde, ehe 1962 der zweisitzige Nachfolgetyp 05 erschien. Die Jawa 555 wurde unter anderem in die DDR exportiert. 

## Technische Beschreibung
Die Jawa 555 wurde in der DDR auf der Leipziger Frühjahrsmesse 1958 vorgestellt. Beibehalten wurde der liegende, fahrtwindgekühlte Zweitakt-Einzylindermotor, dessen Leistung von 1,6 auf 2,2 PS vergrößert wurde, was vorwiegend der erreichbaren Höchstgeschwindigkeit zugutekam, die nun 60 km/h betrug. Wie schon der Typ 550 war auch die Jawa 555 ein Mokick mit fußgeschaltetem Dreiganggetriebe. Der Vierkantrohr-Rahmen hatte nach hinten Ausleger, an denen sich die (ungedämpften) Schraubenfedern der Hinterradschwinge abstützten sowie Sitz und Verkleidung aufgenommen wurden. Letztere war umfassender ausgeprägt als beim Vorgängertyp. Verbessert wurden auch die Bremsen, jetzt in Vollnabenausführung. Der Typ 555 wurde meist im Jawa-typischen Rot lackiert.

## Eigenschaften
Im Fahrbericht der KFT wurde die ungünstige Getriebeabstufung mit einem „Loch“ zwischen zweitem und drittem Gang bemängelt. Andererseits wurde dadurch eine beachtliche Endgeschwindigkeit von 60 km/h erzielt. Die Federung des Hinterrads wurde als hart befunden. Der durchschnittliche Kraftstoffverbrauch betrug abweichend von der Herstellerangabe 2,5 l/100 km. Die Gestaltung der Jawa 555 wurde als gelungen gelobt.

## New Pionýr
Im Jahr 2006 wurde der Typ Pionýr 555 in einer auf 555 Exemplare limitierten Retro-Ausführung in nahezu unveränderter äußerer Form neu herausgebracht. Der Retro-Pionýr wurde außerdem in Serie als Zweisitzer und einigen optischen Veränderungen produziert. Es wurde sogar eine Ausführung mit 125 cm³ daraus abgeleitet.

## Technische Daten
| Bauart                      | Luftgekühlter Einzylinderzweitaktmotor mit Gemischschmierung |
| Hubraum                     | 49,9 cm³                                                     |
| Bohrung                     | 38 mm                                                        |
| Hub                         | 44 mm                                                        |
| Verdichtung                 | 6,6                                                          |
| Leistung                    | 2,2 PS bei 5500/min                                          |
| Drehmoment                  |                                                              |
| Getriebe                    | 3-Gang-Fußschaltung                                          |
| Höchstgeschwindigkeit       | 60 km/h                                                      |
| Tankinhalt                  | 3,5 l                                                        |
| Verbrauch                   |                                                              |
| Länge                       | 1780 mm                                                      |
| Breite                      | 560 mm                                                       |
| Höhe                        | 935 mm                                                       |
| Leermasse (ohne Kraftstoff) | 54 kg                                                        |
| Tragfähigkeit               | 130 kg                                                       |
| Bremse vorn/hinten          | Trommelbremsen 125/125 mm                                    |